# Deinopis diabolica
Deinopis diabolica är en spindelart som beskrevs av Kraus 1956. Deinopis diabolica ingår i släktet Deinopis och familjen Deinopidae.
Artens utbredningsområde är El Salvador. Inga underarter finns listade i Catalogue of Life.